# Strategia del colpo di Stato. Manuale pratico
Strategia del colpo di Stato. Manuale pratico (titolo originale: Coup d'État: A Practical Handbook) è un compendio su tecniche e tattiche del golpismo scritto da Edward Luttwak e pubblicato per la prima volta nel 1968. Una seconda edizione, riveduta e ampliata, è stata data alle stampe nel 1979. 
Luttwak esamina le condizioni, la strategia, la pianificazione e l'esecuzione di un colpo di Stato.

## Giudizi critici
In una recensione del 1980, Richard Clutterbuck lo definì come uno dei due soli libri contemporanei, insieme a The Man on Horseback di Samuel Finer, in grado di trattare con chiarezza espositiva e completezza contenutistica il golpismo. Clutterbuck criticò altresì l'opera per la scarsa enfasi sul ruolo dei nuovi media nella creazione delle condizioni per un putsch.
Luttwak ha risposto alle critiche di Clutterback in un'intervista comparsa nel sequel spirituale del compendio, L'arte della guerra ibrida. Teoria e prassi della destabilizzazione di Emanuel Pietrobon, spiegando di non credere che i nuovi media, e che i media in generale, siano determinanti nella produzione e nella diffusione di malcontento popolare utile al rovesciamento di un governo.

## Riferimenti al libro
Il libro ha ispirato Il gioco del potere, film del 1978 di Martyn Burke, con protagonisti Peter O'Toole, David Hemmings e Donald Pleasence.
Nel 2006 la presidente delle Filippine Gloria Macapagal-Arroyo affermò che le manifestazioni popolari per le sue dimissioni erano la traduzione in realtà dei contenuti del manuale di Luttwak.
Nel 2013, durante i tumulti in Egitto prodromici al golpe dello stesso anno contro il presidente Mohamed Morsi, Joseph Cotterill, giornalista del Financial Times, pubblicò un diagramma di flusso su come mettere a segno un colpo di Stato. Lo schema grafico, ispirato ai contenuti del manuale di Luttwak, mostrava i tre gruppi di cui i rivoluzionari egiziani avevano bisogno e gli obiettivi da inseguire, tra i quali la presa della residenza presidenziale, le stazioni televisive e i luoghi chiave del traffico.

## Edizioni
- (EN) Coup d'État: A Practical Handbook, New York, Alfred A. Knopf, 1968.
- (EN) Coup d'État: A Practical Handbook, Revised Edition, Harvard Universtity Press, 1979.
- Tecnica del colpo di Stato. Il più pericoloso manuale dei nostri giorni, trad. Bruno Oddera, Collana Studio, Milano, Longanesi, aprile 1969.
- Strategia del colpo di Stato, Manuale pratico, trad. Francesca Ori, Collana Saggi stranieri, Milano, Rizzoli, agosto 1983, ISBN 978-88-1753-437-6.